# Deniz Uğur
Deniz Uğur (Ankara, 17 de octubre de 1973) és una actriu turca de sèries de televisió, veu, teatre i cinema. El 2018, va ser guardonada com a millor actriu de sèries de televisió per l'Associació turca de Periodistes de Ràdio i Televisió per la seva actuació a la teleserie Zalim İstanbul (Istanbul cruel, en català).